# Aglais monographa
Aglais monographa är en fjärilsart som beskrevs av Cabeau 1922. Aglais monographa ingår i släktet Aglais och familjen praktfjärilar. Inga underarter finns listade i Catalogue of Life.